# Domènec Moliné i Nicola
Domènec Moliné i Nicola fou un empresari català (1900-1998).
Fill d'un dels socis fundadors de la Cooperativa Cadí el 1915, en va ser director gerent entre 1930 i 1980 i pare de Carles Moliné, que també va ser director de l'empresa fins a la seva mort l'any 2011.
Al llarg de 50 anys dedicats al sector lleter, Domènec Moliné va destacar per la seva capacitat de treball, compromís amb la marca i, molt especialment, per la innovació tecnològica i la recerca constant de l'eficiència comercial i industrial.
L'any 1982 va ser guardonat amb la Premi Creu de Sant Jordi. L'any 2015 també va rebre aquest guardó, com a entitat, la Cooperativa Lletera del Cadí.